# Chromoplast

Chromoplasten in vergelijking met andere plastiden

Chromoplasten (van Oudgrieks: χρῶμα, khrôma, "kleur" en πλαστός,  plastós, "gevormd") zijn veranderde chloroplasten en geven de kleur aan veel plantendelen, zoals de rode kleur van tomaat, de rijpe rozenbottel, de rode en gele paprika en de bloemkleur. Ze bevatten carotenoïden of xanthofyl. Xanthofyl zorgt voor een gele kleur.
Bij de bruinwieren (Phaeophyta) komt in de chromoplasten ook nog een geringe hoeveelheid chlorofyl voor.